# Александар Мишић
Александар Аца Мишић (Београд, 17/29. јун 1891 — Ваљево, 17. децембар 1941) био је официр српске војске у Краљевини Србији током Балканских ратова и Првог светског рата.
Наставио је службу у војсци Краљевине СХС а 1922. године је напушта. Између 1928. и 1930. налазио се на положају в. д. управника Врањске Бање.
После слома државе у Априлском рату, 11. маја 1941. године као пензионисани официр у својој кући у селу Струганик дочекује генералштабног пуковника Драгољуба Михаиловића са којим доноси одлуку о наставку борбе против окупатора и стварању герилске војске на целом простору окупиране Краљевине Југославије. За време Другог светског рата био је командант Рибничког четничког одреда у Четничким одредима Југословенске војске, обавештајац и један од главних устаничких вођа уз пуковника Драгољуба Михаиловића током устанка 1941. године.
Заробљен је од стране Немаца 6. децембра 1941. године током окупаторске офанзиве на Равну Гору која је носила шифровано име Операција Михаиловић. Мајор Александар Мишић познат је и као син славног српског војводе Живојина Мишића.

## Биографија
Александар Мишић је рођен у Београду, као пето од шесторо деце Живојина и Лујзе Мишић, девојачко Крикнер. Мајка му је била Немица, старином из Француске (деда је био Француз). Чим је напунио 18 година напушта породични дом без знања родитеља и одлази у Русију. Представио се код стрица цара Николаја Николајевића, чија је жена била црногорска принцеза, и изразио жељу да ступи у Војну академију. Добија препоруке и ступа у академију у Вилну. Међутим, 1912. се разболео и после препоруке лекара да му током даљег лечења треба топлија клима одлучује да се врати у Србију која се тада спремала за рат против Османског царства. Александар је без одобрења оца ступио као официр у Српску војску. Учествовао је у бројним биткама у Балканским ратовима као и Првом светском рату. Од 1928. до 1930. године био је вршилац дужности управника Врањске Бање.
Немачке, италијанске, мађарске и бугарске оружане снаге напале су Краљевину Југославију без објаве рата, 6. априла 1941. године бомбардујући Београд. Покрет отпора, почео је да се организује почетком маја на простору између Рудника и Сувобора. Група официра, подофицира и војника Југословенске војске, међу којима је генералштабни пуковник Драгољуб Михаиловић био најстарији по чину, одбила је да призна капитулацију и пребацила се са планина Источне Босне, преко реке Дрине у Западну Србију, са намером да пруже отпор немачком окупатору.

У ноћи између 10. и 11. маја 1941. године са једним делом Горског одреда у кући војводе Живојина Мишића у селу Струганик дошли су генералштабни пуковник Драгољуб Михаиловић, мајор Миодраг Палошевић и наредник Перовић. Пуковник Михаиловић се састао са војводиним сином, мајором Александром Мишићем, ради договора са својим старим пријатељем. Дража је, с врата, рекао: 
Александре, ти и ја ћемо подићи трећи устанак. Учинићемо све да народу олакшамо ово робовање и да се ми, стари Солунци, не обрукамо. Борићемо се до краја.
Дража, Горски одред одмах шаље на Равну Гору, благодарећи саветима ратног друга из Првог светског рат, мајора Александра Мишића. Слабе комуникације у том крају осујећивале су евентуални брзи продор немачких моторизованих колона, док, с друге стране, област Равне Горе има веома повољан стратешки положај. Пуковник Михаиловић се придружује Горском одреду на Равној Гори 11. маја 1941. године, око подне. Мајор Мишић је одмах приступио организацији, а његова сестра је упућена у Београд ради успостављања веза са инжењером Јованом Гашићем и другим утицајним родољубима. Пуковник Михаиловић је током стварања организације официре плански распоређивао по Србији. Мајоре Александра Мишића и Ивана Фрегла распоредио је у Колубарски срез, где су били задужени за стварање и јачање организације покрета отпора. Мајор Иван Фрегл је у јединици под командом мајора Александра Мишића, постављен за начелника штаба. Током устанка, мајор Мишић се 23. октобра 1941. године налазио у Ваљеву, где су се тај дан, водиле најкрвавије борбе на ваљевском фронту, у присуству пуковника Михаиловића, мајора Фрегла и Захарија Остојића, као и енглеског капетана Била Хадсона. Председник Владе Милан Недић позвао је вођу устаника пуковника Дражу Михаиловића на састанак у Београд, не би ли решио „четничко питање“ и пацификовао Србију. Пуковник Михаиловић, међутим, шаље мајора Александра Мишића, који му доноси Недићеву понуду да се мане гериле, дође у Београд и постане министар рада у „Влади националног спаса“. Дража је ову Недићеву понуду, коју је сматрао увредом, енергично одбацио.
После неуспешног састанка са Титом у Брајићима и Хадсоновог доласка који га је уверио да има легитимитет од избегличке владе, Михаиловић је одлучио да се обрачуна са партизанима. Два четничка официра за везу су 28. октобра ступили у везу са Недићем, а сутрадан са немачким официром Јозефом Матлом, са Михаиловићевом понудом заједничку борбу против партизана у замену за оружје. Међутим, партизани су одбили четничке нападе и угрозили четничке положаје на Равној гори. Због тога је Михаиловић 3. новембра 1941. одложио састанак са немачким официрима за 11. новембар. На састанку у селу Дивцима, ком су присуствовали Михаиловић, Мишић и један званичник Абвера, Михаиловић је понудио да обустави активности у градовима и дуж главних саобраћајница, али никакав споразум није постигнут због немачког захтева за комплетном предајом четника, и да немачког веровања да ће их четници вероватно напасти упркос Михаиловићевој понуди.
После заузимања партизанског Ужица, Немци су 3. децембра издали наређење за операцију Михаиловић, напад на његове снаге на Равној гори. Михаиловић се склонио код Мишића у Струганику. Ту су опкољени, али је Михаиловић једва успео побећи. Немци су заробили Мишића и Фрегла и касније их стрељали. Указом Југословенске владе у егзилу, од 14. јануара 1942. године, постхумно је одликован орденом Карађорђеве звезде IV степена са мачевима, заједно са генералштабним мајором Иваном Фреглом.
Од 2021. улица на Звездари носи његово име.

## Одликовања
- Орден Белог орла са мачевима
- Орден Карађорђеве звезде са мачевима IV реда, постхумно му је доделио краљ Петар II Карађорђевић на предлог министра војске, морнарице и ваздухопловства генерала Драгољуба Драже Михаиловића (14. јануара 1942)[8]